# Campeonato Gaúcho de Futebol Feminino de 2021
O Campeonato Gaúcho de Futebol Feminino de 2021 foi a vigésima quarta edição deste campeonato de futebol feminino organizado pela Federação Gaúcha de Futebol (FGF).
Disputada por oito agremiações, a competição começou no dia 18 de setembro e foi finalizada em 5 de dezembro. A decisão, por sua vez, foi protagonizada pelo clássico grenal. No confronto decisivo, realizado na Arena Cruzeiro, na cidade de Cachoeirinha, o Internacional saiu vitorioso nas cobranças por pênaltis após empatar no tempo regulamentar por 1–1. O título do interior ficou com o Flamengo de Tenente Portela, que derrotou o Brasil de Farroupilha nos pênaltis, com o resultado o clube portelense garantiu uma vaga na Série A3 do Campeonato Brasileiro Feminino de 2022.

## Regulamento
O Campeonato Gaúcho de Futebol Feminino de 2021 foi realizado em três fases distintas:
- Na primeira fase, as oito equipes foram divididas em dois grupos que se enfrentaram em turnos de ida e volta entre si, sendo que os dois melhores de cada grupo avançaram para às semifinais.
- Nas semifinais, os duelos se tornaram eliminatórios, sendo disputados em ida e volta.
- Na final e na disputa do campeonato do interior, os jogos foram disputados em jogo único.

### Critérios de desempate
O desempate entre duas ou mais equipes na primeira fase seguiu a ordem definida abaixo:
1. Número de vitórias
2. Menor número de cartões vermelhos recebidos
3. Menor número de cartões amarelos recebidos
4. Sorteio

## Participantes
| Equipe                | Cidade          |
| --------------------- | --------------- |
| Brasil de Farroupilha | Farroupilha     |
| Elite                 | Santo Ângelo    |
| Flamengo              | Tenente Portela |
| Grêmio                | Porto Alegre    |
| Guarany de Bagé       | Bagé            |
| Internacional         | Porto Alegre    |
| Juventude             | Caxias do Sul   |
| Pelotas               | Pelotas         |

## Primeira Fase

### Grupo A

#### Confrontos
|                       | BFA        | GRE  | GBA  | PEL  |
| --------------------- | ---------- | ---- | ---- | ---- |
| Brasil de Farroupilha | —          | 0–2  | 7–0  | 1–0  |
| Grêmio                | 2–1        | —    | 15–0 | 15–0 |
| Guarany de Bagé       | [ nota 1 ] | 0–17 | —    | 1–2  |
| Pelotas               | 1–5        | 0–12 | 5–0  | —    |

|  |                     |  |        |  |                      |
|  | Vitória do Mandante |  | Empate |  | Vitória do Visitante |

#### Desempenho por rodada
Clubes que lideraram o campeonato ao final de cada rodada:
| Rodadas | Rodadas | Rodadas | Rodadas | Rodadas | Rodadas |
| ------- | ------- | ------- | ------- | ------- | ------- |
| 1       | 2       | 3       | 4       | 5       | 6       |
| GRE     |         |         |         |         |         |

Clubes que ficaram na última posição do campeonato ao final de cada rodada:
| Rodadas | Rodadas | Rodadas | Rodadas | Rodadas | Rodadas |
| ------- | ------- | ------- | ------- | ------- | ------- |
| 1       | 2       | 3       | 4       | 5       | 6       |
| GBA     |         |         |         |         |         |

### Grupo B

#### Confrontos
|               | ELI  | FLA | INT | JUV  |
| ------------- | ---- | --- | --- | ---- |
| Elite         | —    | 1–2 | 1–3 | 4–3  |
| Flamengo      | 1–1  | —   | 0–6 | 1–1  |
| Internacional | 10–0 | 8–0 | —   | 13–0 |
| Juventude     | 0–2  | 0–5 | 0–8 | —    |

|  |                     |  |        |  |                      |
|  | Vitória do Mandante |  | Empate |  | Vitória do Visitante |

#### Desempenho por rodada
Clubes que lideraram o campeonato ao final de cada rodada:
| Rodadas | Rodadas | Rodadas | Rodadas | Rodadas | Rodadas |
| ------- | ------- | ------- | ------- | ------- | ------- |
| 1       | 2       | 3       | 4       | 5       | 6       |
| INT     |         |         |         |         |         |

Clubes que ficaram na última posição do campeonato ao final de cada rodada:
| Rodadas | Rodadas | Rodadas | Rodadas | Rodadas | Rodadas |
| ------- | ------- | ------- | ------- | ------- | ------- |
| 1       | 2       | 3       | 4       | 5       | 6       |
| JUV     | ELI     | JUV     | JUV     | JUV     | JUV     |

 Em itálico, os times que possuem o mando de campo no primeiro jogo do confronto. 
  Em negrito, os clubes classificados
|  | Semifinais            | Semifinais | Semifinais         | Semifinais |   |        | Final                 | Final          |  |
|  |                       |            |                    |            |   |        |                       |                |  |
|  |                       |            |                    |            |   |        |                       |                |  |
|  | Flamengo              | 1          | 0                  | 1          |   |        |                       |                |  |
|  | Flamengo              | 1          | 0                  | 1          |   |        |                       |                |  |
|  | Grêmio                | 9          | 12                 | 21         |   |        |                       |                |  |
|  | Grêmio                | 9          | 12                 | 21         |   | Grêmio | 1 (3)                 |                |  |
|  |                       |            |                    |            |   | Grêmio | 1 (3)                 |                |  |
|  |                       |            | Internacional (p.) | 1 (4)      |   |        |                       |                |  |
|  | Brasil de Farroupilha | 1          | Internacional (p.) | 1 (4)      | 0 | 1      |                       |                |  |
|  | Brasil de Farroupilha | 1          |                    |            | 0 | 1      |                       |                |  |
|  | Internacional         | 6          | 10                 | 16         |   |        | Terceiro Lugar        | Terceiro Lugar |  |
|  | Internacional         | 6          | 10                 | 16         |   |        |                       |                |  |
|  |                       |            |                    |            |   |        |                       |                |  |
|  |                       |            |                    |            |   |        | Flamengo (p.)         | 1 (4)          |  |
|  |                       |            |                    |            |   |        | Flamengo (p.)         | 1 (4)          |  |
|  |                       |            |                    |            |   |        | Brasil de Farroupilha | 1 (3)          |  |
|  |                       |            |                    |            |   |        | Brasil de Farroupilha | 1 (3)          |  |
|  |                       |            |                    |            |   |        |                       |                |  |
|  |                       |            |                    |            |   |        |                       |                |  |
|  |                       |            |                    |            |   |        |                       |                |  |

### Final
| 5 de dezembro | Internacional   | 1 – 1                      | Grêmio    | Arena Cruzeiro, Cachoeirinha |
| 10h00min      | Fabi Simões 41' | Súmula Transmissão: RBS TV | Maiara 7' | Árbitro: Andressa Hartmann   |

|  |       | Penalidades |
|  | 4 – 3 |             |

## Premiação
| Campeão do Campeonato Gaúcho de Futebol Feminino de 2021 |
| -------------------------------------------------------- |
| Internacional Campeão (11° título)                       |